# Eleonore von Wangenheim
Eleonore Auguste Ottilie Luise Paula Antonie von Wangenheim, geb. von Ditfurth, auch Eleonore Freifrau von Wangenheim (* 19. Januar 1903 in Hannover; † 5. März 1992 in Jülich) war eine deutsche Adelige aus der Familie von Wangenheim und NS-Politikerin.

## Leben
Eleonore von Wangenheim, geb. von Ditfurth, ist eine Tochter des kgl. preuß. Majors Hoimar von Ditfurth (1856–1913) und der Martha Süs (1867–1940), Tochter der Marie Stille und des Juristen Otto Süs. Der Altphilologe Hans Otto von Ditfurth ist ihr Bruder, der Dozent Hoimar von Ditfurth ihr Neffe. Ihre ältere Schwester Elisabeth blieb unverheiratet, war Klosterdame und Jugendfürsorgerin.  
In erster Ehe heiratete sie 1922 in Bückeburg den späteren O.-Ing. und Korvettenkapitän d. R. Freiherr Ernst von Wangenheim (1891–1945), Sohn der Luise Biedenweg und des Carl von Wangenheim. Das Paar Eleonore und Ernst hatte zwei Kinder, den Sohn Karl-Hartmut von Wangenheim (1924–2022), zuletzt Prof. und Agrarwissenschaftler, und die Tochter Heilwig von Wangenheim (* 1928). Das Paar ließ sich 1930 scheiden. Eleonore heiratete 1942 in Kassel den Landwirt und Bildhauer Ewald Trapp, Scheidung Bückeburg 1947. Eleonore nahm wieder den Namen des ersten Ehemannes von Wangenheim an.
Eleonore von Wangenheim ist nicht identisch mit der namensgleichen Tochter von Gustav und Inge von Wangenheim, was sich aus den Lebensdaten ablesen lässt.

## Politische Betätigung
Eleonore von Wangenheim war Mitglied der NSDAP und seit 1932 in der NS-Frauenschaft tätig. 1939 war sie Sachbearbeiterin bei der Reichsfrauenführung in Berlin.
Nach dem Zweiten Weltkrieg betätigte sich Eleonore von Wangenheim wieder politisch im rechtsextremen Umfeld in der Sozialistischen Reichspartei (S.R.P.). Dort wurde sie in Folge des ersten Parteitags am 30. Juli 1950 in Hannover, der in Anlehnung an die Reichsparteitage der NSDAP als „Reichstagung“ bezeichnet wurde, durch den Vorstand – bestehend aus Fritz Dorls, Wolfgang Falck, Otto Ernst Remer August Finke, Bernhard Gericke, Gerhard Heinze, Helmut Hillebrecht, Gerhard Krüger und Wolf Graf von Westarp – als „Referentin für Frauen- und Sozialfragen“ berufen.

### Frauenbund
Parallel zu diesen Tätigkeiten versuchte Eleonore von Wangenheim im August 1950 einen „Frauenbund“ ins Leben zu rufen, der „allen Frauen, die deutsch empfinden“ ohne zwingende Mitgliedschaft in der S.R.P. offenstehen sollte. Allerdings war der Frauenbund so organisiert, dass die oberste Leiterin immer dem Parteivorstand der S.R.P. angehören musste und die Landesleiterinnen die Referentinnen für Frauen- und Sozialfragen waren. Damit waren Frauen ohne Mitgliedschaft in der S.R.P. grundsätzlich von maßgeblichem Einfluss ausgeschlossen und die Partei hatte zu jeder Zeit einen vertikalen Durchgriff durch alle Organisationsebenen.
Primäre Aufgabe des Frauenbundes war der Transport der Ideologie der S.R.P. in Bevölkerungsschichten – und hierbei insbesondere Frauen – die keine oder nur schwache Bindungen zur Partei hatten. Dies geschah unter Berufung auf „deutsche Gedankenwelt“, „Gemeinschaftsgefühl“ und „feste Kameradschaft“. Allerdings blieben die Versuche von Wangenheims insgesamt erfolglos, da Appelle vom August bzw. Oktober 1950 ohne merkliche Resonanz blieben. Der letzte Aufruf im März 1951 richtete sich deshalb nicht mehr an „deutsche Frauen“, sondern „Kameradinnen der SRP“. Einher mit der Verschiebung auf den Schwerpunkt der Kameradschaftshilfe ging die Umwandlung des offenen Frauenbundes in eine geschlossene, interne Parteiorganisation mit dem Namen „Kameradschaftshilfe“
Neben dem Ideologie-Transfer war das Ziel des Frauenbundes, Geld- und Sachleistungen für die notorisch unterfinanzierte und von Pfändungen ständig bedrohte Partei einzuwerben (Richard Stöss: Sozialistische Reichspartei, Seite 2322), die Unterstützung „notleidender Kameraden und Kameradinnen“, Nähen von Kleidung, Weihnachtspakete sowie Versorgung von Kriegsgefangenen. Weiter zählte zum Spektrum die Kultur- und Jugendarbeit – Letztere durch Aufbau einer BDM-artigen „Mädeltruppe“.
Durch die Umwandlung des offenen Frauenbundes in die geschlossenen, internen Parteiorganisation Kameradschaftshilfe war zwar die Gefahr des Verbots wie im Mai 1951 für aktivistische Gruppen der S.R.P. geschehen abgewendet – aber auch die Reichweite bezüglich potentieller Spender deutlich reduziert.

### Kameradschaftshilfe
Die Kameradschaftshilfe war wie der Frauenbund eine ausschließliche Frauenorganisation mit gleichem Organisationsprinzip. Allerdings vollzog sich eine Einschränkung bezüglich der Aufgaben aufgrund der permanent fehlenden Aktiven. Dies konnte von Wangenheim auch durch Rundreisen und Besuche nicht beheben, so dass letzten Endes die Kameradschaftshilfe sich nur der Unterstützung der eigenen, notleidenden Partei-Kameraden widmete, die in Folge von Verurteilungen zu Haftstrafen wegen übler Nachrede gegen Personen des öffentlichen Lebens, übler Nachrede und Verunglimpfung des Andenkens Verstorbener, Volksverhetzung und Aufstachelung zum Rassenhass, verfassungswidriger Propaganda oder beleidigender Reden gegen Träger der politische Gewalt in Strafanstalten einsaßen. Beispielhaft für solche Unterstützungen war die Hilfe für die Familien des Parteigründers Otto Ernst Remer, der sich der Haft durch Flucht ins Ausland entzog bzw. des Landesvorsitzenden in Nordrhein-Westfalen Günter Demolsky, der wegen Landfriedensbruchs zu einer Freiheitsstrafe von zehn Monaten ohne Bewährung verurteilt worden war. Praktischerweise war dessen Frau Marliese Demolsky gleichzeitig Landesreferentin für Frauen- und Sozialfragen und zuständig für die Kameradschaftshilfe. Ob Otto Ernst Remer Marliese Demolsky aufgrund Unregelmäßigkeiten in der Kameradschaftshilfe im Zuge des Haftantritts Günter Demolsky ohne Ehrenratssitzung ausschloss, bleibt ungeklärt – liegt aber aufgrund des zeitlichen Koinzidenz nahe.
Neben dieser Aufgabe war der zweite Schwerpunkt die Hilfe für einsitzende Kriegsverbrecher in den Justizvollzugsanstalten Landsberg und Werl, die 1946 in den Nürnberger Prozessen verurteilt worden waren. Zu dieser Hilfe gehörte auch eine Weihnachtspaketaktion Ende 1951. Mitte 1952, als schon das Verbot der S.R.P. absehbar war, versuchte man wieder das Auflebenlassen des Frauenbundes zu bewerkstelligen um ggf. eine Tarnorganisation nach dem Verbot parat zu haben – dies scheiterte.

## Genealogie (Auswahl)
- von Ditfurth
  - Gothaisches Genealogisches Taschenbuch der Adeligen Häuser. Zugleich Adelsmatrikel. Teil A (Uradel). 1932. 31. Jahrgang, Justus Perthes, Gotha 1931, S. 158. Siehe: FamilySearch (Kostenfrei)
  - Gothaisches Genealogisches Taschenbuch der Adeligen Häuser. Zugleich Adelsmatrikel der D.A.G. Teil A (Uradel). 1940. 39. Jahrgang, Justus Perthes, Gotha 1939, S. 230. Siehe: FamilySearch (Kostenfrei)
- von Wangenheim
  - Gothaisches Genealogisches Taschenbuch der Freiherrlichen Häuser. Zugleich Adelsmatrikel der D.A.G. Teil A (Uradel). 1942. 92. Jahrgang, Justus Perthes, Gotha 1941, S. 582.
  - Christoph Franke, Freiherr Klaus von Andrian-Werburg. Et al.: Genealogisches Handbuch der Freiherrlichen Häuser. A (Uradel). 1999. Band XXI, Band 120 der Gesamtreihe GHdA, Hrsg. Deutsches Adelsarchiv, C. A. Starke, Limburg an der Lahn 1999, S. 543.